# Årsta Holmar
Årsta Holmar három szigetből álló csoport Årstaviken-ben Årsta Gård és Tanto mellett Stockholmban.
- Bergsholmen

A középső sziget 208 méterre Årstától. 260 × 170 méteres, 19 méter a legnagyobb magassága. Valamikor egy kis nyaraló állt a nyugati részén.
- Alholmen

A legnyugatabbra eső sziget, 184 méterre Södermalmtól és 195 méterre Årsta-tól. 260 × 170 méteres, legmagasabb pontja 7 méter. Az északi részén található Årsta Holmar városrész 1737-ből.
- Lillholmen

A legkeletebbre eső sziget, 93 méterre Södermalmtól. 200 × 120 méteres, legmagasabb pontja 4 méter.
Årsta Holmar 1926 és 1934 között különálló városrész volt. Ma Årsta városrészhez tartozik.